# Вейденбаум, Густав Густавович
Гу́став Гу́ставович Вейденба́ум (литературные псевдонимы: В.—С.; Г. В.; 1847 — 21 января [2 февраля] 1878) — русский учёный натуралист, зоолог и библиограф.

## Биография
Густав Вейденбаум родился в 1847 году. Сын врача, младший брат архитектора Александра и историка-этнографа Евгения Вейденбаум. В 1864 году окончил курс в 5-й Санкт-Петербургской гимназии с золотой медалью. Затем поступил на естественный факультет Санкт-Петербургского университета. Однако «не домогаясь диплома» и не окончив курса, Вейденбаум оставил университет и занялся научно-литературной деятельностью. Вместе с братом Евгением Густав составлял зоологический отдел «Настольного словаря для справок по всем отраслям знания» Ф. Г. Толля (1863—1866). Также размещал там статьи и по другим отраслям естественных наук. С 1870 года совместно с братом деятельно работал в журнале «Знание», где ими были размещены ряд переводов (Густав Вейденбаум в разных степенях владел французским, немецким, английским, итальянским и финским языками) по биологии и геологии, большое количество рецензий и ряд оригинальных научных статей. С 1872 года вёл отделы «Разные известия» и «Библиографический указатель иностранных книг». Был назначен рецензентом журнала «Знание». В то же время Вейденбаум сотрудничал и с журнальными изданиями «Зодчий» и «Горный журнал».
Свои «краткие досуги» Вейденбаум, кроме естественных наук, посвящал изучению и других отраслей знания. По отзыву автора статьи о нём в «Критико-биографическом словаре русских писателей и учёных» литературного критика С. А. Венгерова:
Всегда спокойный и сосредоточенный, он оживлялся и доходил до восторженного одушевления, когда узнавал о новом открытии или сочинении, могущем расширить или подтвердить его научные воззрения.― С. А. Венгеров. «Критико-биографический словарь русских писателей и учёных» (1897, Т. 5) 
В 1874 году Вейденбаум был привлечён по делу о пропаганде в империи (Процесс 193-х), но по Высочайшему повелению от 19 февраля 1876 года был освобождён от ответственности по недостатку улик.
После выхода на свободу Вейденбаум продолжал вести отдел по составлению библиографического указателя иностранных книг в журнале «Знание» и далее в преобразованном из последнего ― журнале «Слово». Так же Вейденбаум взялся за написание обширного сочинения по теории образования ледников, для чего тщательно собирал материалы по этой теме.
Свой труд, однако, Вейденбаум так и не успел закончить. С осени 1877 года у него стали проявляться «зловещие признаки тяжёлой грудной болезни», а 21 января следующего 1878 года Вейденбаум скончался от чахотки.
В заключительных словах его товарищей, опубликованных в разделе «Некролог» журнала «Слово», было:
Мы считаем для себя большою честью, что в течение семи лет работали вместе с таким человеком, как Вейденбаум, и до конца жизни будем хранить самое лучшее об этой прекрасной, возвышенной личности.― журнал «Слово» (1878, № 2) 

## Публикации
журнал «Знание»
- О происхождении чернозёма (1870, № 3, С. 191―209)
- Жизнь в глубинах моря (1871)
- Учение о самозарождении (1871)
- Современные теории мироздания (1871, № 4, С. 1―50)
- Очерк новейших путешествий к северному морю (1871)
- Процесс развития органического мира (1872)
- К учению о пангенезисе (1872)
- Законы развития органического мира (1872)
- Очерк успехов естественно-исторических исследований в России в 1871 г. (1872)
- Южно-американская экспедиция и геологические исследования Агассица (1873)
- Съезд британской ассоциации для развития наук в Брэдфорде (1873)
- Начало жизни [по Чарльтону Бастиану] (1874)
- О первобытном населении средней и северной России и о родственных связях финского племени (1874)
- Научное исследование так называемого чуда в Буа-д’Эне (1875, № 6, С. 43―69)
- Колонизация России и севера Скандинавии и древнейшее состояние их цивилизаций (1876)
- Новые дополнения А. Р. Уоллеса к теории естественного подбора (1876)